# Панков, Владимир Иванович (футболист)
Влади́мир Ива́нович Панков (род. 3 января 1946, Переславль-Залесский, Ярославская область) — советский футболист и тренер, игрок ярославского «Шинника».

## Биография
Родился 3 января 1946 года. Воспитанник футбольного клуба «Шинник» Ярославль. Дебютировал во второй лиге СССР за команду в 1965 году. Всего за ярославскую команду провёл 15 сезонов, сыграл 435 матчей и забил 38 мячей.
После окончания карьеры работал в детско-юношеской футбольной школе «Шинника». Входит в галерею славы ярославского футбольного клуба.